# 玉山竹属
玉山竹属，又名玉山竹屬或高山矢竹屬，是禾本科竹亞科的一个属，也是青籬竹族中最龐大的屬，含有100個物種，皆原生於亞洲東部至東南部的中高海拔山區，其中約有80種是中國大陸南部的特有種。植株多呈灌木狀，但亦有近喬木狀者。學名意為「玉山的」，與該屬最早發表的玉山箭竹之名相呼應，但在玉山箭竹屬的所有物種中，僅有玉山箭竹分布於臺灣。
本屬的稈常用於製作器械，一些民族以其為搭建房舍、製作陷阱或哨器的材料，或是祭祀用植物，也有物種作為觀賞植物被引入歐洲，且已在野地建立族群。已知部分物種的筍為人類可食用，也有其他哺乳類以本屬物種為食。

## 形態描述

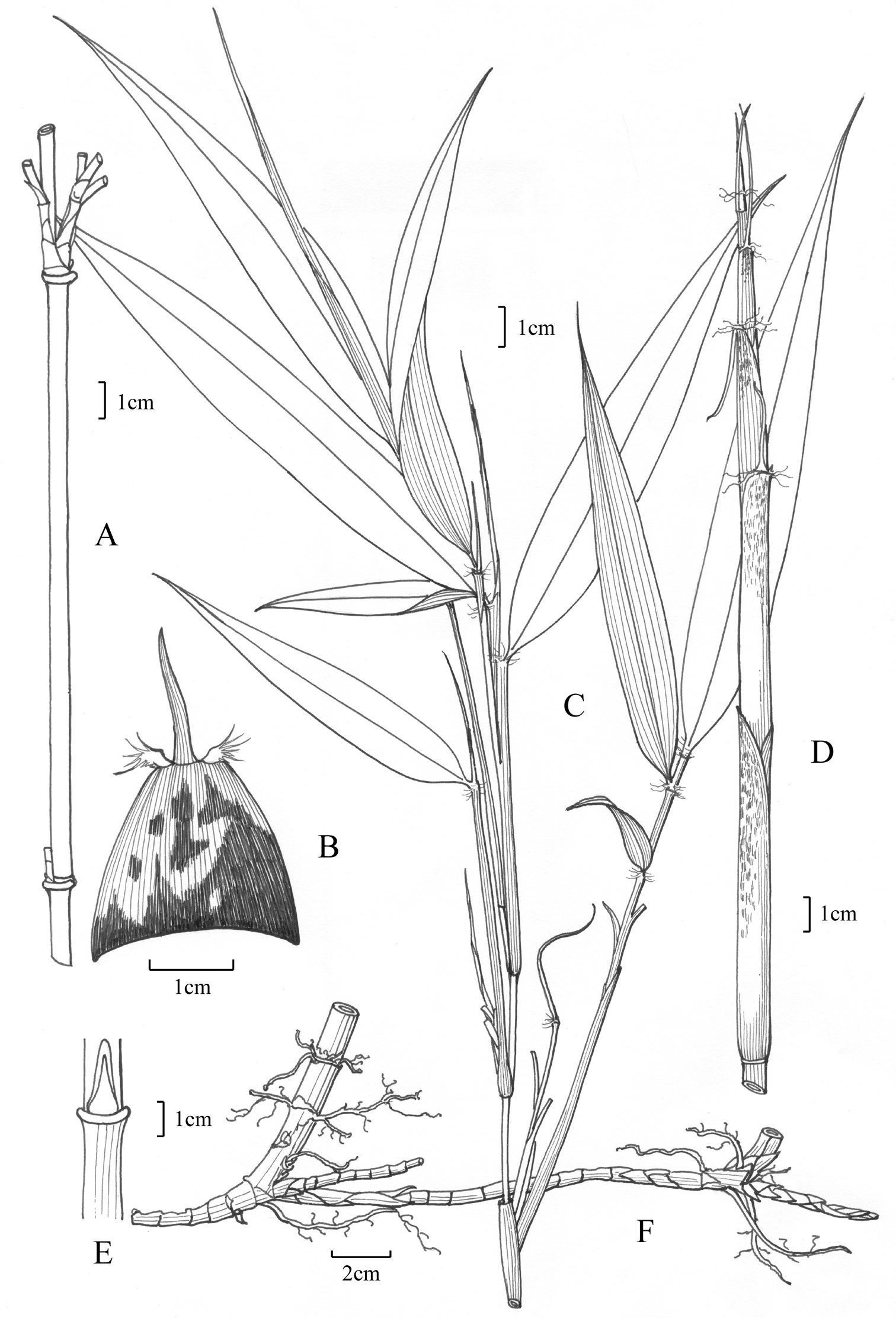
同培玉山竹各部位圖繪，包含節間、稈籜、幼葉、稈芽、新筍、地下莖。

玉山箭竹屬物種以灌木狀為主，偶見近喬木狀者，其中白背玉山竹可長至離地7公尺高。莖脛相當長，可達2公尺，實心與空心者皆有。地下莖屬於莖脛走出合軸叢生型:18-19 ，有研究者歸為半散生性的叢生竹:2，但也有研究者因其頗長的莖脛，加上生長快速，而視其為散生竹。
稈直立或斜倚。節間短:182而呈圓筒狀。籜環與稈環皆隆起，但稈環的隆起相當不明顯:481。稈每節具有單個芽，芽多呈披針形（有時為卵形），具有不發達的芽鞘，貼稈而生，並發育為單枝或多枝:481。各分枝節間近圓筒狀，單枝時可與稈接近等粗，多枝時則遠較稈細弱，且各枝粗度相若:481；通常下部的節分1枝，中部的節分5至7枝（可多達12枝），上部的節分9至11枝（可多達45枝）。多數物種各節不生根，少數物種的節生有氣生根或根刺（root thorn）。稈籜為遲落性或宿存，通常較節間短，呈革質或軟骨質:481，初時通常生有硬毛。籜舌平截，有些物種不具籜耳；籜葉呈披針形或三角形，通常反折。每小枝生有數片至十餘片葉:481，葉片具明顯橫脈，部分物種的葉緣或葉背生有柔毛。
花序頂生:9，大多不具苞片:92，通常為圓錐狀（偶見總狀），屬於無限花序及一次性發育完成的單次發生花序（semelauctant），花序分枝腋間常有瘤狀的小腺體。小穗粗壯，具有細長的柄，通常含有2至8朵小花（可多達14朵），頂端的小花通常不孕。護穎2枚，外穎較小且具1至5脈，內穎為接近卵形的披針形，具3至9脈；外稃為接近卵形的披針形，先端大多短尖，7至11脈；內稃不長於外稃，背面有2條脊，先端鈍尖或微凹；鱗被3枚，呈透明膜質，邊緣帶有纖毛。雄蕊3枚，花絲離生而細長，花葯黃色。子房呈紡錘形或橢圓形，子房附件不具有或不明顯；花柱短而單一或不具有，通常分為2枝柱頭（偶見3枝者），呈羽狀:481:9。穎果呈長橢圓形，頂端微凹，或留有宿存的花柱，在靠近內稃一面帶有縱溝:481。

## 分類學

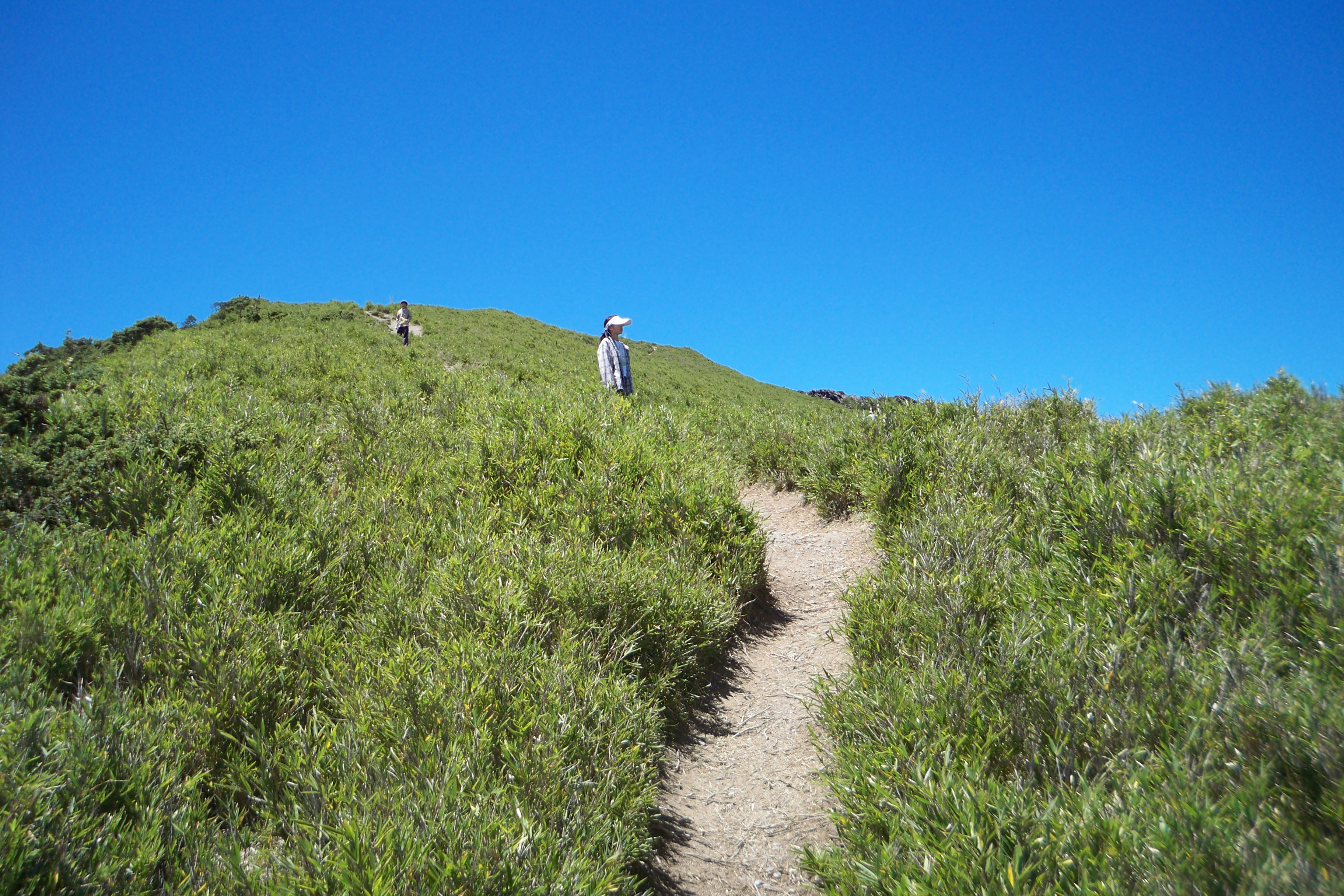
由玉山箭竹構成的竹原，位於海拔約3200公尺的合歡山。

玉山箭竹屬是依玉山箭竹而建立的屬。該物種最初被歸為青籬竹屬:49，後來曾先後被移至赤竹屬:24、箬竹屬:148、大明竹屬:202等屬。1957年，植物學家耿伯介基於稈每節的分枝數目、地下莖與花序形態，以及生長環境的海拔高度等特徵，為玉山箭竹另立新屬，即玉山箭竹屬，學名以其發現地玉山的漢語拼音「Yushan」命名:356。植物學家林維治後來以花的形態作為分類依據，將喜马拉雅玉山竹、日本的矮竹（Pseudosasa humilis，1991年被移出玉山箭竹屬:880）與非洲的東非高地竹（Oleandia alpina）納入原為單型屬的玉山箭竹屬:9，該屬自此被視作跨大陸分布的類群。
1980年，植物學家趙奇僧等人指出玉山箭竹屬的地下莖形態與華西箭竹屬（Sinarundinaria）代表物種华西箭竹一致，因而將玉山箭竹屬歸為華西箭竹屬的同物異名，但此觀點隨著1980年代後期至1990年代前期的分類學進展，而漸不被採納。至1996年《中国植物志》出版時，玉山箭竹屬已恢復其正确名称的地位，華西箭竹屬則反而成為箭竹属的同物異名:387,480。現今多以植物學家李德铢等人在2006年《中国植物志》英文版中修訂的特徵為本屬辨識依據，包含較長的莖脛、一系列叢生的稈、花序形態與溼涼的生長環境。
2013年，植物學家克里斯·斯泰普頓（Chris M. A. Stapleton）對玉山箭竹屬與其近緣屬的形態學分類又做了一次修訂。他指出東非高地竹的稈可以長得比玉山箭竹屬高非常多（可達20公尺），也不像其他玉山箭竹屬物種為叢生狀，且稈每節的分枝數目也與玉山箭竹屬不同，加上小穗柄通常完全缺失或接近缺失等特徵，足以排除在玉山箭竹屬之外；他也經由與其他屬的比對，為東非高地竹建立新屬高地竹屬，並以「分布於亞洲／非洲」作為區分玉山箭竹屬與高地竹屬的重點之一。李德铢等人於2017年結合種系發生學與形態學的研究，也支持將非洲的玉山箭竹屬物種移至高地竹屬。

### 屬下分類
下表列出的100個物種主要來自POWO所登載的學名，以及植物學家史军义等人於2022年編纂的物種資料，少部分是未被兩者收錄為正名或同物異名，但也未被移出玉山箭竹屬的物種。其中，分布於中國四川、重慶、貴州、雲南四地的物種大約佔去七成，該區域多崇山峻嶺，構成天然屏障，加上本屬開花週期長，播遷能力較弱，基因交流不易，因而在此有最高的物種多樣性:1184。
- Yushania addingtonii Demoly —— 中國四川
- 紫斑玉山竹 Yushania ailuropodina T.P.Yi —— 中國四川
- 喜马拉雅玉山竹 Yushania anceps (Mitford) W.C.Lin —— 喜馬拉雅山脈西部（於寮國、法國與大不列顛島為外來種）
- 草丝竹 Yushania andropogonoides (Hand.-Mazz.) T.P.Yi —— 中國雲南
- 窄叶玉山竹 Yushania angustifolia T.P.Yi & J.Y.Shi —— 中國貴州
- 显耳玉山竹 Yushania auctiaurita T.P.Yi —— 中國貴州
- 百山祖玉山竹 Yushania baishanzuensis Z.P.Wang & G.H.Ye —— 中國浙江
- 毛玉山竹 Yushania basihirsuta (McClure) Z.P.Wang & G.H.Ye —— 中國湖南與廣東
- 金平玉山竹 Yushania bojieiana T.P.Yi —— 中國雲南
- 短锥玉山竹 Yushania brevipaniculata (Hand.-Mazz.) T.P.Yi —— 中國四川
- 绿春玉山竹 Yushania brevis T.P.Yi —— 中國雲南
- 缅甸玉山竹 Yushania burmanica T.P.Yi —— 緬甸
- 灰绿玉山竹 Yushania canoviridis G.H.Ye & Z.P.Wang —— 中國湖南
- 硬壳玉山竹 Yushania cartilaginea T.H.Wen —— 中國廣西
- 空柄玉山竹 Yushania cava T.P.Yi —— 中國四川
- 仁昌玉山竹 Yushania chingii T.P.Yi —— 中國貴州與廣西
- 德昌玉山竹 Yushania collina T.P.Yi —— 中國四川
- 梵净山玉山竹 Yushania complanata T.P.Yi —— 中國貴州
- 鄂西玉山竹 Yushania confusa (McClure) Z.P.Wang & G.H.Ye —— 中國大陸中部至南部
- 粗柄玉山竹 Yushania crassicollis T.P.Yi —— 中國雲南
- 波柄玉山竹 Yushania crispata T.P.Yi —— 中國四川
- 大风顶玉山竹 Yushania dafengdingensis T.P.Yi —— 中國四川
- 东安玉山竹 Yushania donganensis (B.M.Yang) T.P.Yi —— 中國湖南[30][31]
- 斗篷山玉山竹 Yushania doupengshanensis Y.Y.Zhang & N.H.Xia —— 中國貴州[32]
- Yushania elegans (Kurz) R.B.Majumdar —— 印度東北部、緬甸
- 腾冲玉山竹 Yushania elevata T.P.Yi —— 中國雲南
- Yushania emeryi (Stapleton) Demoly —— 尼泊爾
- 沐川玉山竹 Yushania exilis T.P.Yi —— 中國四川
- 粉竹 Yushania falcatiaurita Hsueh f. & T.P.Yi —— 中國雲南
- 独龙江玉山竹 Yushania farcticaulis T.P.Yi —— 中國雲南
- 湖南玉山竹 Yushania farinosa Z.P.Wang & G.H.Ye —— 中國湖南
- 弯毛玉山竹 Yushania flexa T.P.Yi —— 中國四川與雲南
- 盈江玉山竹 Yushania glandulosa Hsueh f. & T.P.Yi —— 中國雲南
- 白背玉山竹 Yushania glauca T.P.Yi & T.L.Long —— 中國四川
- 马辔簕竹 Yushania gongshanensis T.P.Yi & L.Yang —— 中國雲南
- 棱纹玉山竹 Yushania grammata T.P.Yi —— 中國雲南
- 哈巴玉山竹 Yushnia habaensis T.P.Yi & L.Yang —— 中國雲南
- Yushania hirsuta (Munro) R.B.Majumdar —— 喜馬拉雅山脈東部、印度東北部
- 毛秆玉山竹 Yushania hirticaulis Z.P.Wang & G.H.Ye —— 中國江西
- 攘攘竹 Yushania humida T.P.Yi & J.Y.Shi —— 中國雲南
- 撕裂玉山竹 Yushania lacera Q.F.Zheng & K.F.Huang —— 中國福建
- 亮绿玉山竹 Yushania laetevirens T.P.Yi —— 中國雲南
- 雷波玉山竹 Yushania leiboensis T.P.Yi —— 中國四川
- 雷公山玉山竹 Yushania leigongshanensis T.P.Yi & C.H.Yang —— 中國貴州
- 光亮玉山竹 Yushania levigata T.P.Yi —— 中國雲南
- Yushania linearis Demoly —— 中國四川
- 石棉玉山竹 Yushania lineolata T.P.Yi —— 中國四川
- 黎平玉山竹 Yushania lipingensis Z.X.Zhang, Y.H.Tong & Z.Yang —— 中國貴州[33]
- 浏阳玉山竹 Yushania liuyangensis T.P.Yi —— 中國四川
- 长耳玉山竹 Yushania longiaurita Q.F.Zheng & K.F.Huang —— 中國福建
- Yushania longispiculatus (R.B.Majumdar) Kottaim. —— 印度東北部
- 长鞘玉山竹 Yushania longissima K.F.Huang & Q.F.Zheng —— 中國福建
- 蒙自玉山竹 Yushania longiuscula T.P.Yi —— 中國雲南
- 龙山玉山竹 Yushania longshanensis D.Z.Li & X.Y.Ye —— 中國湖南[34]
- 马边玉山竹 Yushania mabianensis T.P.Yi —— 中國四川
- 斑壳玉山竹 Yushania maculata T.P.Yi — 中國四川與雲南
- Yushania maling (Gamble) R.B.Majumdar & Karthik. —— 尼泊爾、印度東北部
- 隔界竹 Yushania menghaiensis T.P.Yi —— 中國雲南
- Yushania microphylla (Munro) R.B.Majumdar —— 喜馬拉雅山脈中部至東部、寮國
- 泡滑竹 Yushania mitis T.P.Yi —— 中國雲南
- 多枝玉山竹 Yushania multiramea T.P.Yi —— 中國雲南
- 玉山箭竹 Yushania niitakayamensis (Hayata) Keng f. —— 臺灣、呂宋與民都洛
- 马鹿竹 Yushania oblonga T.P.Yi —— 中國雲南
- 粗枝玉山竹 Yushania pachyclada T.P.Yi —— 中國四川與雲南
- Yushania pantlingii (Gamble) R.B.Majumdar —— 喜馬拉雅山脈中部至東部
- 盘县玉山竹 Yushania panxianensis T.P.Yi & J.J.Shi —— 中國貴州
- 少枝玉山竹 Yushania pauciramificans T.P.Yi —— 中國雲南
- 片马玉山竹 Yushania pianmaensis T.P.Yi & Lin Yang —— 中國雲南
- 屏山玉山竹 Yushania pingshanensis T.P.Yi —— 中國四川
- 滑竹 Yushania polytricha Hsueh f. & T.P.Yi —— 中國雲南
- 兰坪玉山竹 Yushania puberula Hsueh f. & C.M.Hui —— 中國雲南[35]
- 短毛玉山竹 Yushania pubescens T.P.Yi —— 中國四川
- 抱鸡竹 Yushania punctulata T.P.Yi —— 中國四川
- 海竹 Yushania qiaojiaensis Hsueh f. & T.P.Yi —— 中國雲南
- Yushania rigidula (E.G.Camus) Ohrnb. —— 中國雲南
- Yushania rolloana (Gamble) T.P.Yi —— 印度東北部、越南
- 皱叶玉山竹 Yushania rugosa T.P.Yi —— 中國貴州與廣西
- Yushania schmidiana (A.Camus) Ohrnb. —— 越南
- Yushania shangrilaensis Demoly —— 中國雲南
- 水城玉山竹 Yushania shuichengensis T.P.Yi & L.Yang —— 中國貴州
- 匍匐玉山竹 Yushania stoloniforma D.Z.Li & X.Y.Ye —— 中國湖南[34]
- 黄壳竹 Yushania straminea T.P.Yi —— 中國雲南
- 绥江玉山竹 Yushania suijiangensis T.P.Yi —— 中國雲南
- 细弱玉山竹 Yushania tenuicaulis T.P.Yi & J.Y.Shi —— 中國貴州
- Yushania tessellata (Holttum) S.Dransf. —— 婆羅洲
- 天目玉山竹 Yushania tianmushanica G.H.Lai —— 中國安徽與浙江
- 同培玉山竹 Yushania tongpeii D.Z.Li, Y.X.Zhang & E.D.Liu —— 中國雲南
- 湿地玉山竹 Yushania uliginosa T.P.Yi & J.Y.Shi —— 中國雲南
- 单枝玉山竹 Yushania uniramosa Hsueh f. & T.P.Yi —— 中國貴州
- 庐山玉山竹 Yushania varians T.P.Yi —— 中國江西
- Yushania velutina Demoly —— 中國雲南
- 长肩毛玉山竹 Yushania vigens T.P.Yi —— 中國雲南
- 紫花玉山竹 Yushania violascens (Keng) T.P.Yi —— 中國四川與雲南
- Yushania wardii (Bor) Ohrnb. —— 緬甸
- 白眼竹 Yushania weiningensis D.Z.Li & X.Y.Ye —— 中國貴州[34]
- 竹扫子 Yushania weixiensis T.P.Yi —— 中國雲南
- 武夷山玉山竹 Yushania wuyishanensis Q.F.Zheng & K.F.Huang —— 中國福建
- 西藏玉山竹 Yushania xizangensis T.P.Yi —— 中國西藏
- 亚东玉山竹 Yushania yadongensis T.P.Yi —— 中國西藏、不丹
- 永德玉山竹 Yushania yongdeensis T.P.Yi & J.Y.Shi —— 中國雲南

一些研究者依據稈與分枝的形態，將玉山箭竹屬再分為兩個：峨眉玉山竹組（Yushania sect. Brevipaniculatae，依據峨眉玉山竹建立）的稈高而粗壯，每節的分枝較多且遠比桿細，各分枝等長，沒有優勢分枝，具頂生總狀花序或圓錐狀花序；玉山竹組（Yushania sect. Yushania，依據玉山箭竹建立）的稈則較矮且纖細，每節僅分1枝，或是下部的節分1枝而上部的節分3至8枝，分枝與稈一樣粗（至少在僅分1枝時是如此），具圓錐花序。然而，基於分子生物學的研究並不支持此一分類方式。

## 譜系關係
箭竹属向來被視為親緣關係與玉山箭竹屬最接近的類群，兩者具有相似的營養器官與花序形態，生長環境也多所重疊，惟箭竹属的稈均為單一叢生，且莖脛較短。2019年，由植物學家叶夏英等人對高山竹類進行的種系發生學研究，顯示箭竹属為多系群，發源於中新世晚期，而玉山箭竹屬是由箭竹属的其中一支於上新世發展出來的單系群。同一研究團隊後來又使用74個玉山箭竹屬物種與69個箭竹属物種的基因組，分析兩個屬之間的演化關係，其結果也支持他們在2019年的結論，但他們還指出這兩個屬都存在網狀演化，一些物種可能是種間雜交後逐漸演化而來。

## 外部連結
- 维基共享资源上的相關多媒體資源：玉山竹属